# Stora Slavsjön

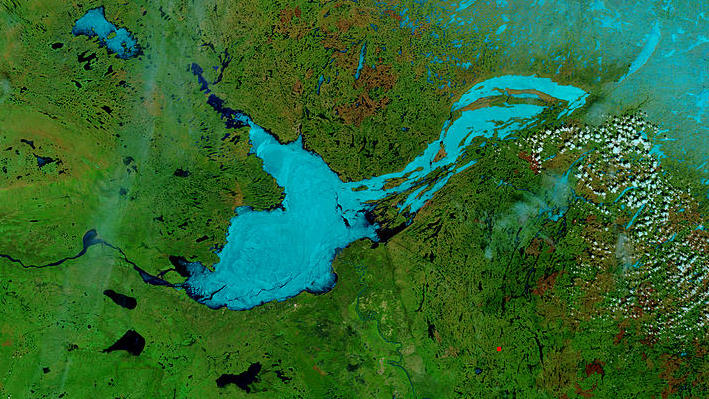
Satellitfoto över Stora Slavsjön.

Stora Slavsjön (engelska: Great Slave Lake, franska: Grand lac des Esclaves) är en sjö i nordvästra Kanada i Nordvästterritorierna. Sjöns yta uppgår till 28 900 km² och dess största djup är 614 meter. Med det djupet är sjön Nordamerikas djupaste. Den är också en av jordens största sjöar. Sjön är belägen 156 meter över havet. Den är 480 kilometer lång och är 19 till 109 kilometer bred.
Sjöns största tillflöde är Slave River från Athabascasjön och den avvattnas genom Mackenziefloden till Norra Ishavet. Sjöns västra strand är skogklädd medan den nordöstra delen sträcker sig in i det arktiska tundralandskapet. Den största orten vid sjön är staden Yellowknife vid dess norra strand. Andra orter runt sjön är Fort Providence, Hay River, Behchoko och Fort Resolution. Den enda orten i den östra änden är Luselk'e. Dess södra och östra strand löper in över kanadensiska skölden.  
Området runt sjön beboddes först av First Nations-folk. De byggde samhällen som fortfarande finns kvar, som exempelvis Dettah. Den brittiska pälshandlaren Samuel Hearne utforskade området 1771. Han döpte sjön efter folkgruppen Slavey som bodde vid sjön. På 1930-talet upptäcktes guld i området, vilket ledde till bebyggelse runt sjön. En isväg går över sjön. Det ansluter Yellowknife och Dettah med varandra.